# Junta de Hampton Roads
La Junta de Hampton Roads fue una reunión informal e infructuosa sobre negociaciones de paz ocurrida en Hampton Roads, Virginia, el 3 de febrero de 1865 al final de la guerra civil estadounidense.
El presidente Abraham Lincoln aceptó reunirse con el vicepresidente confederado Alexander Hamilton Stephens, para alcanzar un arreglo de paz. El gobierno de Lincoln exigió la unión de la nación, la emancipación de los esclavos y la disolución de las tropas confederadas. Toda vez que Stephens había sido autorizado sólo para aceptar la independencia, no se logró un acuerdo.
- Datos: Q5646292